# 孔垄镇
孔垄镇，是中华人民共和国湖北省黄冈市黄梅县下辖的一个乡镇级行政单位。

## 行政区划
孔垄镇下辖以下地区：
东街社区、西街社区、黄豆汤社区、德化桥社区、张河社区、洪碾村、严闸村、孔东村、汤大村、梅坝村、邢圩村、邢港村、公口村、树林村、王坝村、油榨村、洪铺村、五里村、七里村、马坊口村、新安村、张塘村、傅渡村、殷湾村、德化村、周碾村、邓渡村、余墩村、方畈村、安墩村、蒋营村、卢列村、段列村、梅列村、吴河村、长湖村、郭湖村、邓湖村和刘桥村。

## 交通
- 京九铁路：孔垄站